# Кастрати (племя)

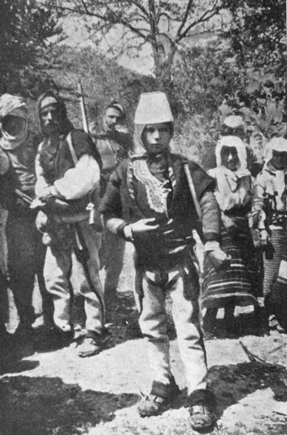
«Мальчик из племени кастрати», 1909 год.

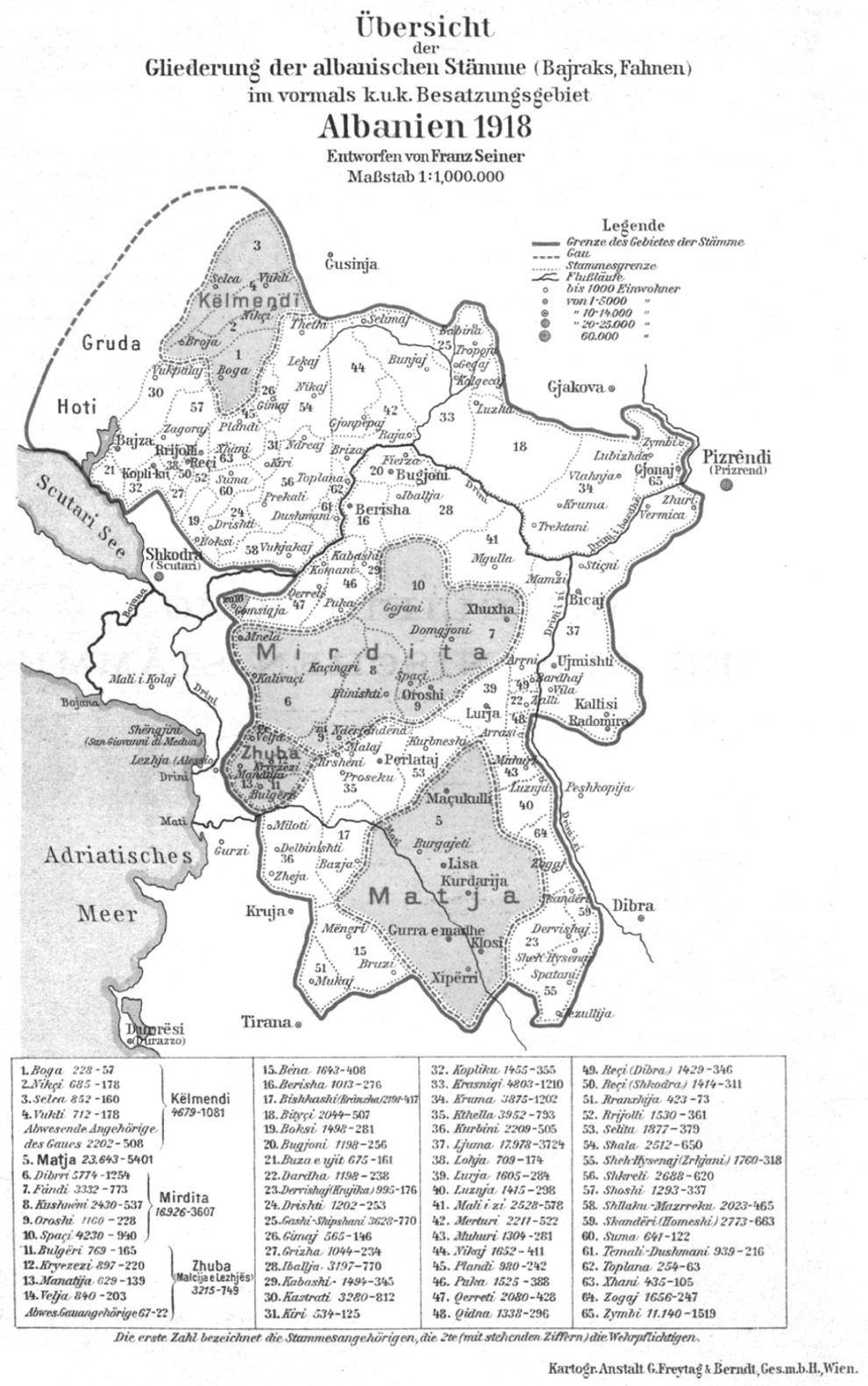
Албанские байраки по состоянию на 1918 год. Кастрати по цифрой 30.

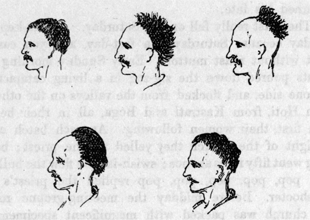
Бритье головы в племенах кастрати и шкрели, рисунок Эдит Дарем

Кастрати (алб. Kastrati, серб. Кастрати) — историческое албанское племя (фис) и регион на северо-западе Албании , чать региона Малесия. В административном отношении регион расположен в районе Малесия-э-Мади, входящем в состав муниципального образования Кастрат. Центром Кастрати является деревня Байза. Как область и родственная группа он упоминается в 1403 году, а затем в 1416 году в венецианских архивах.

## География
Кастрати расположено на северо-западе Албании, в округе Шкодер, недалеко от границы Албании и Черногории. Этот район полностью входит в состав муниципального образования Кастрат, расположенного примерно в 26 км к востоку. С точки зрения исторического деления он граничит с Хоти на севере, городом Коплик на юге, Кельменди и Богой на северо-востоке и Шкрели на востоке. Кастрати граничат со Скадарским озером на западе. Эта часть озера, традиционно используемая кастрати, называется Вири.
Кастрати делится на два субрегиона: горный Катунд и Кастратит и низменный район Байзе. Само поселение Байзе является центром кастрати. Это разделение отражает организацию экономики кастрати, которая представляет собой сочетание сельскохозяйственной и животноводческой деятельности. Все семьи кастрати имеют собственность в обоих районах.
В Османский период некоторые деревни, такие как Камица-Флака, были подчинены байраку (военно-административной единице) Кастрати, но не являются частью этого региона. Они связаны с более широкой областью Врака с точки зрения культурных связей. Таким образом, сегодня Камика находится не в кастратском муниципальном образовании, а в Кендер.

## Происхождение
Устные предания — это первые свидетельства о происхождении кастрати. В начале XX века архивные записи дали более исторически обоснованные наблюдения. Почти все братства Кастрати происходят от фигуры Детала Братоши, поэтому у них нет эндогамных отношений внутри Кастрати. Само название кастрати — это название поселения и небольшого племени, которое жило именно в этом районе до османского завоевания Албании в 15 веке.
Кастрати впервые упоминаются в 1403 году, когда их вождь Алексий, глава трех деревень, кажется, был награждён венецианским губернатором Скутари. Алексий Кастрати вновь появляется в качестве главы Кастрати в Венецианском кадастре Скутари в 1416—1417 годах. Его ближайшими родственниками были Алексий Кастрати — Младший, Пал, Маркьен и Лазар Кастрати.
Чешский историк Константин Иречек записал историю, которая связывала Кастрати с Кучами через предполагаемого правнука кастрати по имени Крсто, который якобы был братом Грчи, сына Ненада, предка Старых Кучи. В исторических записях кастрати и старые кучи появляются в разных областях и временных линиях, поскольку старые кучи составляли часть племени нынешних кучи, которое было основано на различных родовых группах в конце XV века. Тем не менее, если не родственные по крови, то черногорские и албанские племена считали близость на исконной или родной территории, откуда кто-то «пришел». Поэтому сербский географ Андрия Йовичевич выдвинул версию о том, что Кучи были «родственниками» кастрати, беришей и кельменди, поскольку их далекий предок когда-то якобы поселился в той же общей местности, что и кучи.
В более поздние времена одно братство кучей, Дрекаловичи, проследило своё происхождение от Бериши. В свою очередь, от них прослеживает своё происхождение часть кастрати в 16 веке. Таким образом, эти группы имеют обычай избегать смешанных браков друг с другом. От этого братства произошла полулегендарная фигура Детал Братоши (альтернативно записываемая как Дедли или Дел), который является предком большинства братств кастрати.

## Семьи
Австрийский дипломат Иоганн Георг фон Хан зарегистрировал 408 семей, в которых 3157 человек жили в двух группах семей: высокогорных и низменных. Высокогорные семьи были Martinaj, Gjokaj, Theresi, Bradosoi, Budischia, Kurtaj, Goraj и Pjetroviç, в то время как низменные семьи были Puta, Copani, Hikuzzaj, Skandsehi, Pjetrosçinaj, Moxetti, Dobrovoda и Aliaj. Все они были католиками, за исключением Алиаджей, которые были мусульманами. В поздний Османский период племя кастрати состояло из 300 католических и 200 мусульманских семей.

## Религия и экономика
Преобладающей религией в Кастрати является католицизм. Кастрати празднуют праздник Святого Марка. Они традиционно занимаются скотоводством и сельским хозяйством.

## История
Впервые клан кастрати был зарегистрирован в 1416 году . Когда-то центром клана были развалины римского Каструма на дороге Скутари-Орош. В отчёте Мариано Болиззи 1614 год кастрати имели 50 дворов и 130 вооружённых людей во главе с Пренком Битти.
В 1831 году, во время нападения турок-османов на Черногорию, кастрати и другие кланы Северной Албании выразили свою поддержку Черногории и отказались участвовать на стороне османов . В 1832 году они присоединились к черногорским войскам и разгромили османские войска на горе Хоти . Согласно Сан-Стефанскому договору область кастрати (вместе с хоти, кельменди и грудой) должна была быть присоединена к Черногории, но после подписания Берлинского договора в 1878 году это решение было изменено, и кастрати остались в составе Османской империи. Однако, поскольку другие населенные албанцами районы были официально присоединены к Черногории, процесс делимитации не был завершен. В 1883 году кастрати, хоти, груда и шкрели заключили ещё один пакт, чтобы предотвратить оккупацию их земель Черногорией.
После Младотурецкой революции (1908) и последующего восстановления османской конституции племя кастратов дало бесу (обещание) поддержать документ и прекратить кровную вражду с другими племенами до 6 ноября . Во время Албанского восстания 1911 года 23 июня албанские соплеменники и другие революционеры собрались в Черногории и составили Герченский меморандум, требующий албанских социально-политических и языковых прав, причём пятеро из подписавших его были выходцами из Кастрати. В ходе последующих переговоров с турками- османами племена были амнистированы, а правительство пообещало построить одну-две начальные школы в нахии Кастрати и выплачивать зарплату учителям.
Кастрати были полем битвы во время Балканских войн. Во время осады Скутари в 1912/1913 годах католики из племен кастрати, хоти и груда присоединились к силам королевства Черногория и ограбили и сожгли дома мусульманских членов своих кланов, которые отступили в контролируемую османами крепость Скутари.
26 мая 1913 года делегация из главных семей хоти, груда, кельменди, шкрели и кастрати встретилась с адмиралом Сесилом Берни и подала петицию против аннексии хоти и груды Черногорией. Делегация предупредила, что военные действия возобновятся, если эти районы не останутся «полностью албанскими». В конце концов, благодаря влиянию Австрии, регион кастрати был включён в состав новообразованного Королевства Албания, хотя с некоторыми великими державами была достигнута договоренность о его присоединении к Черногории.